# Vicente Rebollo Mozos
Vicente Rebollo Mozos (Revilla Vallejera, Burgos), 15 de abril de 1964) es un sacerdote católico español, obispo de Tarazona.

## Biografía
Vicente nació el 15 de abril de 1964, en el municipio español de Revilla Vallejera, Burgos.
Es bachiller en Teología y licenciado en Teología espiritual por la Facultad de Teología del Norte de España. También es diplomado en Ciencias Empresariales, licenciado en Administración y Dirección de Empresas y máster universitario en Investigación en economía de la empresa por la Universidad de Burgos.

### Sacerdocio
Recibió el sacramento del orden sacerdotal el 13 de agosto de 1988.
Ha desempeñado los siguientes cargos pastorales: vicario parroquial de San Pablo Apóstol de Burgos (1988-1996); párroco de Canicosa de la Sierra y Regumiel de la Sierra (1996-1999); párroco de Tardajos, Rabé de las Calzadas y Villarmentero (1999-2007); arcipreste de San Juan de Ortega (2002-2007); y secretario del consejo presbiteral de Burgos (2005-2007).
Desde 2007 es ecónomo diocesano de Burgos y desde 2016 desempeñaba el cargo de vicario episcopal para asuntos económicos de la misma archidiócesis. También ha sido miembro del consejo presbiteral, del colegio de consultores, canónigo administrador capitular y deán de la catedral de Burgos desde 2021. También es presidente de la Fundación UMAS.

### Episcopado
Obispo de Tarazona
El 28 de junio de 2022, el papa Francisco lo nombró obispo de Tarazona. 
Fue consagrado el 17 de septiembre del mismo año por el arzobispo de Zaragoza, Carlos Escribano, en la catedral de Santa María de Huerta de Tarazona y, acto seguido, tomó posesión de la sede.
El 7 de octubre de 2023 fue investido caballero de la Orden Ecuestre del Santo Sepulcro de Jerusalén.
En la Conferencia Episcopal Española es, desde noviembre de 2022, miembro de la Subcomisión Episcopal para el Patrimonio cultural y, desde marzo de 2024, miembro del Consejo Episcopal de Economía.